# حسين خوجة الحنفي

كتابه المعنون ذيل بشائر أهل الإيمان بفتوحات آل عثمانوقد حققه الطاهر المعموري

 حسين خوجة هو الحاج حسين خوجة بن علي بن سليمان الحنفي، ولد بتونس العاصمة عام 1077هـ/ 1666 حسبما يفترض الطاهر المعموري ، وتوفي عام 1145هـ/ 1732، سياسي ومؤرخ تونسي.

## حياته
لقد درس حسين خوجة على عدد من المشائخ من بينهم أحمد برناز ومحمد زيتونة. ويتميز عن معاصريه بمعرفته لعدد من اللغات الأجنبية وهي أساسا اللاتينية والتركية والفارسية، وقد ترجم عن التركية كتاب مصلح الدين لاري أفندي وجعله تحت عنوان بشائر أهل الإيمان بفتوحات آل عثمان كما ترجم عن اللاتينية رسالة في الطب سماها الأسرار الكمينة بأحوال الكينة كينة. وخلال حياته قام حسين خوجة بثلاث رحلات خارج البلاد:
- الأولى: إلى إيطاليا عام 1689 للتداوي، وقد التقى هناك بعلماء وحكماء.[2]
- الثانية: إلى الأماكن المقدسة لأداء مناسك الحج، وكان ذلك عام 1111هـ / 1699، وقد أطال الإقامة بمصر في فترة كانت البلاد تمر فيها باضطراب سياسي.
- الثالثة للحج أيضا، وكان ذلك عام 1125هـ/ 1713.

كما قام حسين خوجة بدور سياسي بما عرّضه لمحنة علي يدي الحاكم طاطار داي الذي وصفه بأنه كان ظالما غشوما ، ثم خدم الحاكم محمد باي إذ أمره «بكتب مكتوب بلسان التركية» ويقول بأنه «استدعاني مرة أخرى، وأمرني بالجلوس في ديوانه» ، وقد أشار إلى بقائه في خطة الكتابة من عهد محمد باي رمضان عام 1106هـ / 1694 إلى عهد حسين بن علي، ونتيجة قربه وخدمته لحسين بن علي فقد انتقم علي باشا من ابنه، إذ استجلبه وسجنه وطلبه في مال أبيه الذي أخذه من همه حسين بن علي المصدر نفسه، ص 60.

## آثاره
لحسين خوجة الحنفي كتابان هما:
- بشائر أهل الإيمان بفتوحات آل عثمان وهو في جزئه الأكبر ترجمة عن كتب سابقة، وقد خصصه حسين خوجة للسلاطين العثمانيين إلا أن الباب الرابع والعشرين منه خصصه لتونس وإفريقية منذ أصبحت تحت حكم الأتراك العثمانيين، وقد وقع تحقيق هذا الباب من قبل الطاهر المعموري ليصدر عام 1975 تحت عنوان ذيل بشائر أهل الإيمان بفتوحات آل عثمان وكان هذا الكتاب نفسه قد صدر لأول مرة عام 1908.

غلاف كتاب الأسرار الكمينة بأحوال الكينة كينة

- الأسرار الكمينة بأحوال الكينة كينة وهي رسالة في الطب كتبت عام 1728 ويدور موضوعها حول دواء الكينة كينة لمعالجة حمى المستنقعات، وقد حقق هذه الرسالة وقدم لها المؤرخ الجامعي الكرّاي القسنطيني، وصدرت عن مؤسسة بيت الحكمة بقرطاج- تونس.

## إشارات مرجعية
1. ↑  حسين خوجة، ذيل بشائر أهل الإيمان بفتوحات آل عثمان، تحقيق وتقديم الطاهر المعموري، تونس 1975، ص 59
2. ↑  المصدر نفسه، ص 61
3. 1 2  المصدر نفسه، ص 299